# Бик, Игорь Гарриевич
Игорь Гарриевич Бик (укр. Ігор Гаррійович Бік; 6 сентября 1960) — советский и украинский футболист, защитник. Позже — детский тренер и футзальный судья. Был кандидатом в мастера спорта по футболу. Арбитр ФИФА по футзалу.

## Биография
В 1976 окончил отделение футбола в спортинтернате. Воспитанник харьковской школы интерната спортивного профиля. В девятнадцатилетнем возрасте дебютировал в харьковском «Авангарде» в Первой лиге СССР, однако закрепиться в команде ему не удалось. В 1981 году начал выступать за харьковский «Маяк», который спустя год стал клубом Второй лиги СССР. Бик играл за «Маяк» в течение двух лет и являлся игроком основы. Затем, на протяжении трёх лет являлся игроком основного состава белгородского «Салюта». В 1988 году вернулся в «Маяк» и играл там следующие три сезона. В составе белгородского «Энергомаша» выступал в последнем розыгрыше Второй низшей лиги СССР.
После играл в любительских клубах Харьковской области — купянском «Металлурге» и балаклейском «Цементнике». Выступал за мерефский «Авангард» в любительском чемпионате Украины. Завершил карьеру в составе харьковского «ВлаСКо» в 1995 году.
По окончании карьеры футболиста стал детским тренером в харьковском «Металлисте». Среди его воспитанников вратарь Денис Сидоренко.
Игорь Бик также является футзальным судьей. Обслуживал игры чемпионата Украины по мини-футболу с 1994 года. В сезоне 1998/99 вошёл в десятку лучших судей турнира. Арбитр ФИФА. Бик также работал в качестве наблюдателя арбитража, хронометриста и инспектора. Бик обслуживал матчи чемпионата на протяжении 17 лет, как лучший арбитр Украины обслуживал матчи чемпионата Европы. Работал на играх квалификации на чемпионате Европы.